# Hermann Betschart
Hermann Betschart (19 dicembre 1910 – Zurigo, 30 giugno 1950) è stato un canottiere svizzero vincitore, a Berlino 1936, della medaglia d'argento nel quattro con insieme a Hans e Alexander Homberger, Karl Schmid e Rolf Spring, e del bronzo nel quattro senza insieme ancora ai fratelli Homberger e Karl Schimid.
Nella stessa edizione dei giochi gareggiò anche nell'otto, classificandosi sesto.
In carriera vanta anche due ori, due argenti ed un bronzo ai Campionati europei, tutti nel quattro senza.

## Palmarès
- Giochi olimpici

Berlino 1936: argento nel quattro con, bronzo nel quattro senza.
- Campionati europei di canottaggio

Lucerna 1934: argento nel quattro senza.
Berlino 1935: oro nel quattro senza.
Amsterdam 1937: argento nel quattro senza.
Milano 1938: oro nel quattro senza.
Lucerna 1947: bronzo nel quattro senza.